# Njinikom
Njinikom est une commune (Njinikom Council) du Cameroun située dans la région du Nord-Ouest et le département du Boyo. C'est aussi le siège d'une chefferie traditionnelle de 2e degré.

## Population
Lors du recensement de 2005, la commune (Council) comptait 20 461 habitants, dont 4 975 pour Njinikom Town.
Une étude locale de 2011 estimait la population de la ville à 10 001 personnes.

## Structure administrative de la commune
Outre la ville de Njinikom proprement dite, la commune comprend les villages suivants  :
- Balikumato
- Bobong
- Fuanantui
- Kikfuini
- Mbueni
- Mughef-Itin
- Tinifoinbi
- Wombong-Ikui
- Wombong-Itin
- Yang

## Cultes
La paroisse catholique de Saint Antoine de Njinikom relève de la doyenné de Njinikom de l'archidiocèse de Bamenda.

## Personnalités nées à Njinikom
- George Nkuo (1953-), évêque de Kumbo
- Eystein Young Dingha (1992-), acteur, scénariste et réalisateur